# Saint-Aignan-Grandlieu
Saint-Aignan-Grandlieu település Franciaországban, Loire-Atlantique megyében. Lakosainak száma 3991 fő (2022. január 1.). Saint-Aignan-Grandlieu Pont-Saint-Martin, La Chevrolière, Bouguenais, Bouaye és Saint-Philbert-de-Grand-Lieu községekkel határos.

## Népesség
A település népessége az elmúlt években az alábbi módon változott:
| Lakosok száma | 1357 | 2489 | 3033 | 3481 | 3779 | 3879 | 3944 | 3954 | 3973 | 3991 |
|               | 1968 | 1982 | 1990 | 2006 | 2013 | 2015 | 2017 | 2019 | 2020 | 2022 |